# 닛산 닷선 트럭
닷선 트럭(Datsun Truck)은 일본의 닛산자동차가 1935년부터 2002년까지 생산한 픽업 트럭이다. 북미에서는 닛산 나바라라는 이름으로 팔렸다.